# Rhinophore

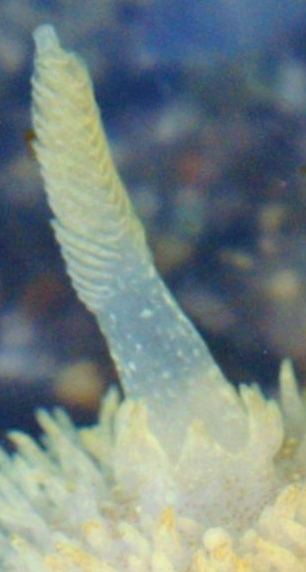
Rhinophore lamellé de l'espèce Acanthodoris pilosa

Les rhinophores sont des organes sensoriels des nudibranches (et de quelques autres opisthobranches), situés à l'avant de la tête. 
Le terme vient du grec ancien ῥίς, rhis (« nez ») et phorein (« porter »). 
Ces tentacules sensoriels céphaliques pairs détectent les particules chimiques présentes dans l'eau, notamment la nourriture, les phéromones d'un éventuel partenaire sexuel, ou la présence de certaines menaces. Ils peuvent être lisses, mais le plus souvent annelés, lamellés ou enflés, ce qui permet de maximiser la surface d'échange et donc le nombre de récepteurs en contact avec l'eau. 
Ces organes, très fragiles et vitaux pour l'animal, sont généralement rétractiles en cas de menace. 

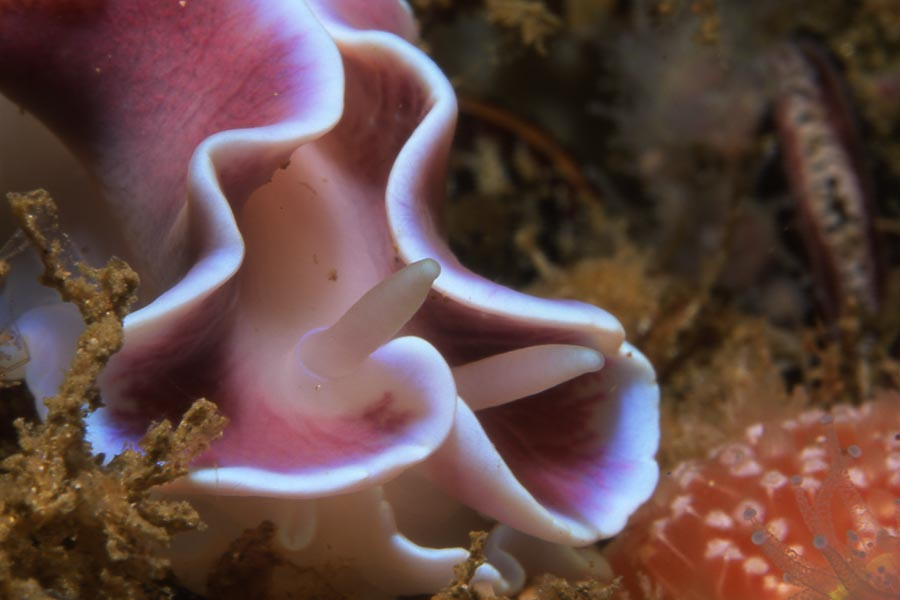
Rhinophores de Leminda millecra
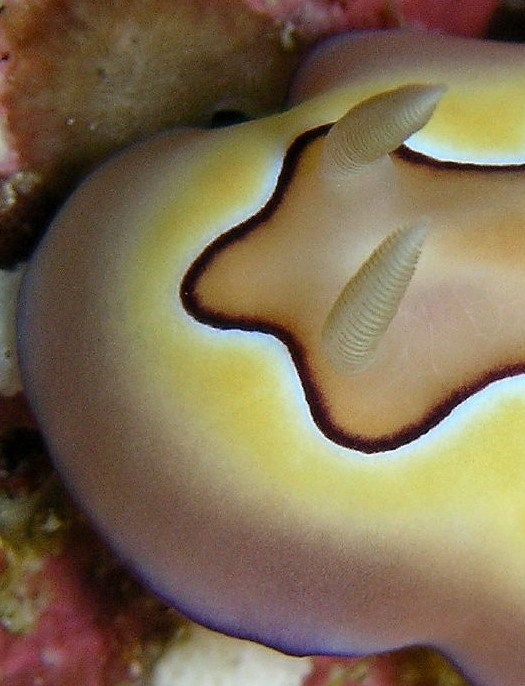
Rhinophores de Chromodoris coi
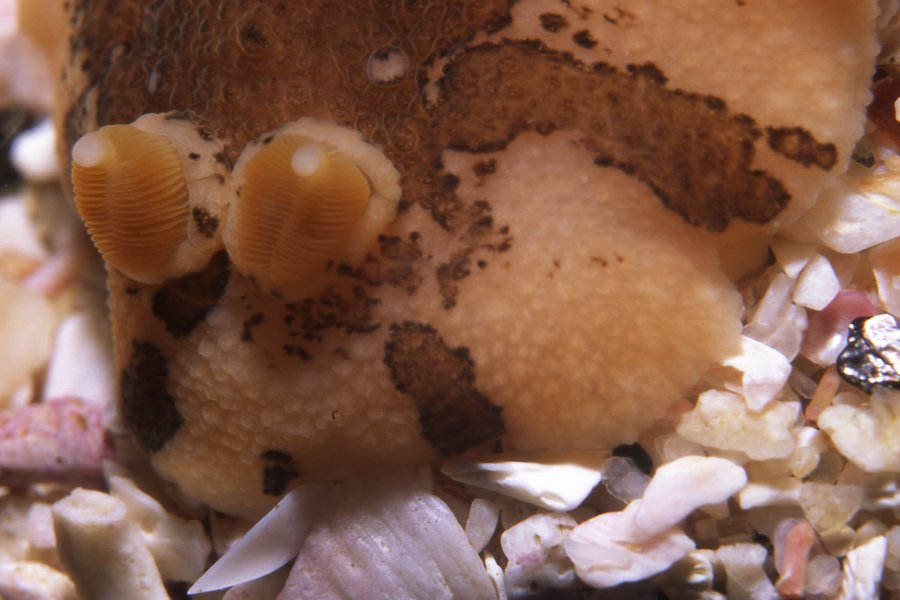
Rhinophores de Mandelia mirocornata
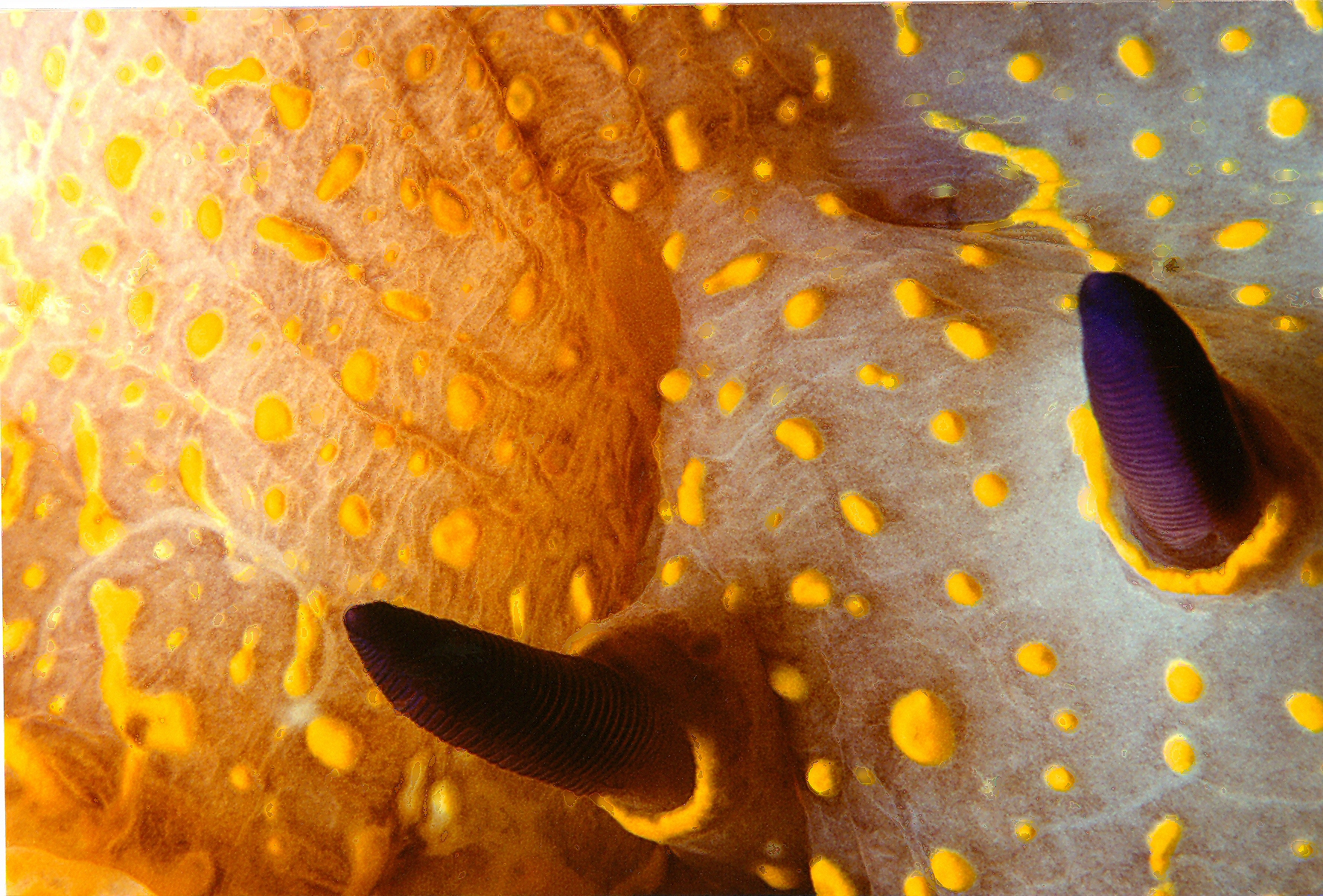
Rhinophores d'Hypselodoris picta
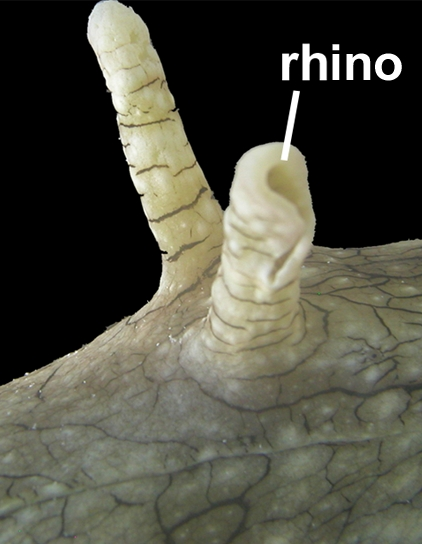
Rhinophores en tubes d'Acanthodoris pilosa